# Feldberg
Feldberg (1493 m n. m.) je německá hora a nejvyšší vrchol pohoří Schwarzwald (Černý les). Nachází se nedaleko města Freiburg im Breisgau a mimo Alpy je nejvyšším vrchem v zemi.

## Vrchol

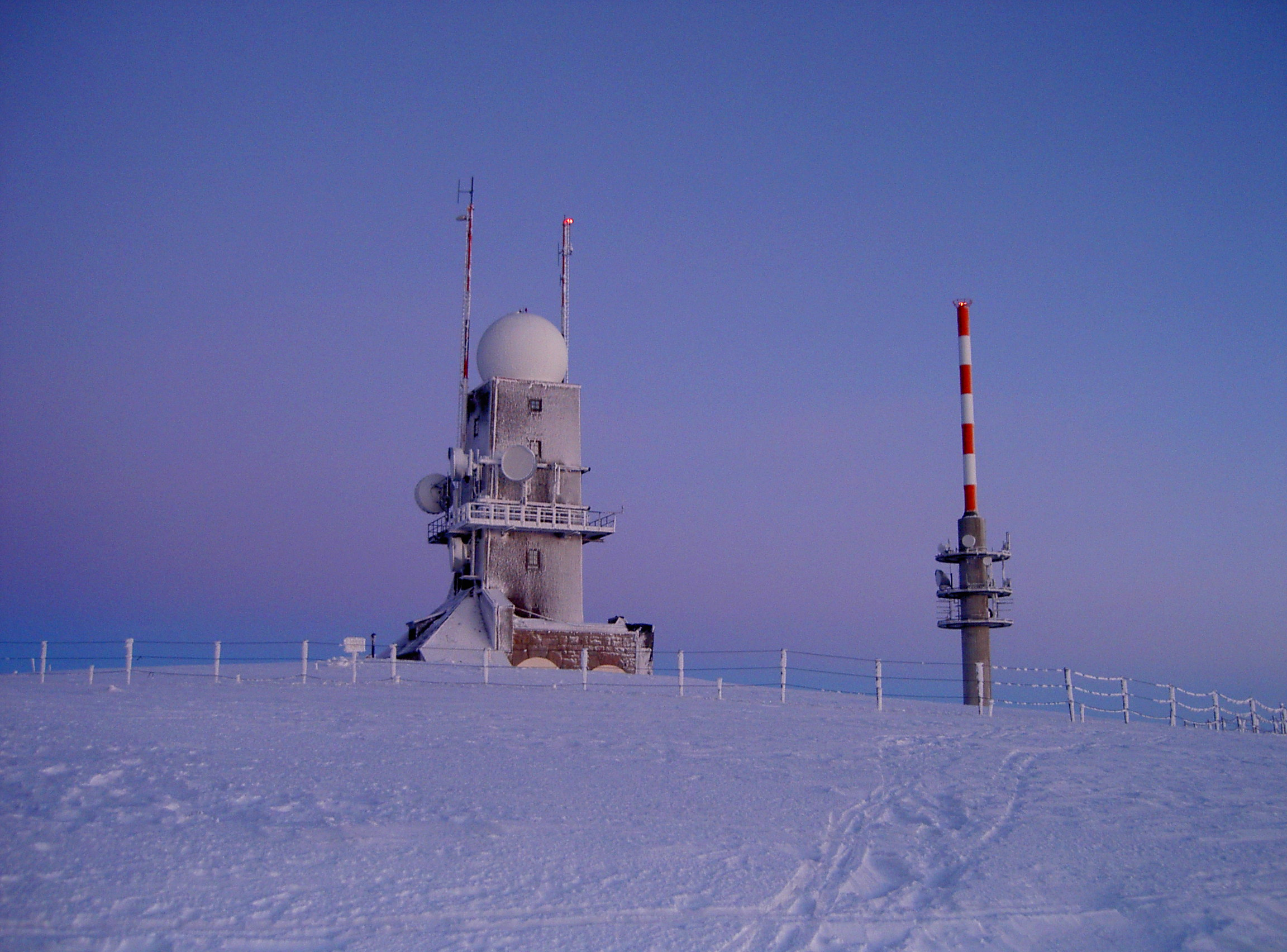
Pohled na vrchol

Na vrcholu se nachází televizní a rozhlasový vysílač a meteorologický radar. V okolí vrcholu jsou výborné podmínky pro lyžařskou turistiku. Na východním a jižním úbočí se rozkládá středně velké středisko Feldberg pro sjezdové lyžování a na západním úbočí menší středisko Todtnauberg.
Vrcholové svahy jsou kvůli lučinatému terénu ohrožovány lavinami.